# John Crowell (Politiker, 1801)

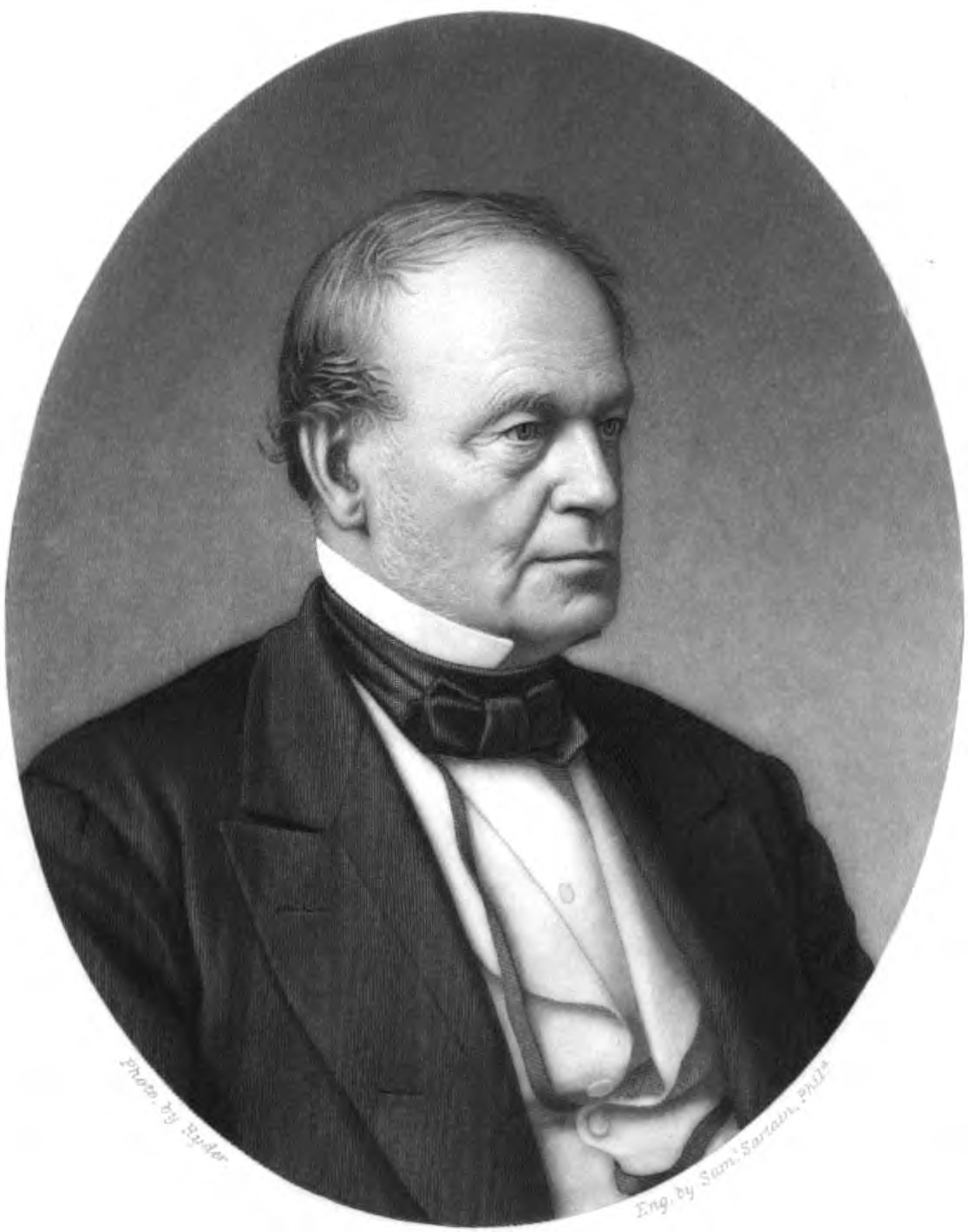
John Crowell

John Crowell (* 15. September 1801 in East Haddam, Middlesex County, Connecticut; † 8. März 1883 in Cleveland, Ohio) war ein US-amerikanischer Rechtsanwalt, Offizier und Politiker (Whig Party).

## Werdegang
John Crowell zog 1806 mit seinen Eltern nach Ohio, wo sie sich in Rome niederließen. Dort besuchte er die Bezirksschule. Crowell zog 1822 nach Warren (Ohio), wo er bis 1825 die Warren Academy besuchte. Er studierte Jura, bekam 1827 seine Zulassung als Anwalt und fing dann in Warren an zu praktizieren. Ferner war er dort Miteigentümer und Redakteur des Western Reserve Chronicle.
Crowell verfolgte ebenfalls eine politische Laufbahn. Er war 1840 Mitglied im Senat von Ohio. Dann wurde er in den 30. US-Kongress gewählt und in den nachfolgenden 31. US-Kongress wiedergewählt. Er entschied sich 1850 gegen eine Kandidatur für den 32. US-Kongress. Crowell war im US-Repräsentantenhaus vom 4. März 1847 bis zum 3. März 1851 tätig.
Nach Ablauf seiner Amtszeit zog er 1852 nach Cleveland, wo er wieder als Anwalt tätig war. Crowell war zwanzig Jahre lang in der Miliz tätig und bekleidete dort zuletzt den Dienstgrad eines Generalmajors. Er arbeitete als Redakteur für den Western Law Monthly und war Fakultätsmitglied am Homeopathic Medical College. Ferner bekleidete er von 1862 bis zu seinem Rücktritt 1876 die Stellung des Präsidenten am Ohio State and Union Law College.
Crowell starb 1883 in Cleveland und wurde dort auf dem Lake View Cemetery beigesetzt.